# Johan Ekelund
Johan Magnus Axel Ekelund, född 16 april 1960 i Stockholm, är en svensk entreprenör i musikförlagsbranschen med ett förflutet som artist, basist, keyboardist, musikproducent och ljudtekniker. Ekelund har i över fyra decennier varit verksam som styrelseledamot i flera av musikbranschens medlemsorganisationer såsom STIM, SKAP och Export Music Sweden. Sedan 2001 har han varit verksam i företagsledningen på musikförlaget Kobalt Music Group.

## Biografi
Efter att ha spelat i olika grupper i Täby under sent 1970-tal och början av 1980-talet, bland annat i Dave and The Mistakes (med bl.a. sångarna Dave Nerge och Tove Naess) och i P3 tillsammans med Janis Bokalders, inledde Ekelund 1982 ett samarbete med Mauro Scocco och blev från 1983 medlem i Ratata, som från och med 1984 blev en duo bestående av Scocco och Ekelund. Som gruppen Ratata spelade de tillsammans till 1989 men har även därefter ofta samarbetat på olika vis, bland annat som ägare i skivbolaget Diesel Music fram till 2006. Ekelund arbetade som musikproducent mellan åren 1983 och 2015 för musikartister som Stina Nordenstam, Esbjörn Svensson Trio , Orup, Lustans Lakejer och Lisa Nilsson.
1997 blev han invald som styrelseledamot i den ideella medlemsföreningen SKAP (Sveriges kompositörer och textförfattare) med uppdrag att stärka medlemmarnas konstnärliga och upphovsrättsliga intressen. 1999 anslöt han i prisnämnden för Polar Music Prize (Polarpriset) med syfte att årligen utse pristagare i grundaren Stikkan Andersons anda). 
2000 grundade den svenska entreprenören Willard Ahdritz musikförlaget Kobalt Music Group tillsammans med bl.a. Johan Ekelund. Musikförlaget startades med syfte att förvalta musikrättigheter för låtskrivare och artister, och har under 2000-talet växt till att förvalta musikrättigheter för låtar skapade av bl.a. globala artister som Björk, Paul McCartney, Norah Jones och Dave Grohl samt svenska Max Martin, First Aid Kit, Laleh, The Hives och Opeth. Bland de mer välkända tidigare delägarna märks artisterna Paul McCartney, Max Martin och Mauro Scocco. I februari 2025 meddelade Johan Ekelund att han inom kort lämnar VD-uppdraget efter 24 år på en företagsledande ställning i bolaget.
2004–2014 var han styrelseledamot i föreningen Svenska Tonsättares Internationella Musikbyrå (STIM). Han var även aktiv som styrelseledamot organisationen Export Music Sweden (ExMS) åren 2005–2012 med syfte att sprida svensk musik utomlands.

## Diskografi (urval)
Bidrag som musiker/artist
- 1980 - Dave And The Mistakes (mini-album) (som Dave And The Mistakes)
- 1981 - Give It To Me Baby / Ordinary Girl (singel) (som Dave & The Mistakes)
- 1983 - Jackie (singel) (bas, med Ratata)
- 1983 - Everlasting Love / Check It Out (singel) (som The Torpedoes)
- 1984 - 4 The Love Of $ / Stop And Look (singel, The Torpedoes)
- 1985 - Ingenstans att gå (album) (keyboard och bas med Ratata)
- 1985 - Demokrati (singel) (som Anis & Oakland)
- 1989 - Människor under molnen (album) (för Ratata)
- 1991 - Memories Of A Color (keyboard, med Stina Nordenstam)
- 1993 - Tal Til Mig (keyboard och vibrafon, med Anne Linnet)

Se också: Ratata: Diskografi

## Musikproducent (urval)
Bidrag som musikproducent
- 1985 - Trubbel (singel) (för Orup)
- 1989 - The color album (album) (för Fra Lippo Lippi)
- 1989 - Johan Kinde (album) (för Johan Kinde)
- 1991 - Memories of a color (album) (för Stina Nordenstam)
- 1992 - Himlen runt hörnet (album) (för Lisa Nilsson)
- 1995 - Till Morelia (album) (för Lisa Nilsson)
- 1996 - Esbjörn Svensson Trio plays Monk (album) (för Esbjörn Svensson Trio)
- 1996 - Solen i mitt hjärta (singel) (för Plura Jonsson)
- 1997 - Winter in Venice (album) (för Esbjörn Svensson Trio)

## Masteringtekniker (urval)
Bidrag som mastringstekniker
- 1993 - Måne över Haväng (album) (för Ulf Lundell)
- 1994 - På hotell (album) (för Bo Kaspers Orkester)
- 1996 - Klädd för att gå (album) (för Cajsa-Stina Åkerström)
- 1997 - Alone (album) (för Stephen Simmonds)
- 1997 - Du kan lita på mig (album) (för Tomas Ledin)
- 1999 - From Gagarin's point of view (album) (för Esbjörn Svensson Trio)
- 1999 - En skiva till kaffet (album) (för Freddie Wadling)

## Remixare (urval)
Bidrag som remixare
- 1986 - Tusen och en natt (singel) (för Lustans Lakejer)
- 1987 - I want you (singel) (för Rock Runt Riket) (Eva Dahlgren, Ratata, Roxette)
- 1988 - Vem är han (singel) (för Mauro Scocco)
- 1988 - I en annan del av världen (singel) (för Freda')
- 1988 - Let i shine (singel) (för Agnetha Fältskog)
- 1991 - Relalalaxa (singel) (för Just D)
- 1991 - Ingen vinner (J&J Disco Mix) (singel) (för Just D)

## Utmärkelser
- 1993 Grammis för 'Årets Producent'
- 2021 - 'Billboard's 2021 International Power Player'[18]: